# Сарыторпаг (Шемахы)
Сарыторпаг (азерб. Sarıtorpaq) — самый большой исторический квартал (махалля) в городе Шемахы Азербайджана.

## Общие сведения
Сарыторпаг является самым большим историческим кварталом (по-азербайджански махалля (азерб. məhəllə) — квартал) города Шемахы. Среди кварталов города Шемахы по территории и древности выделяются 26 кварталов. Квартал Сарыторпаг был так назван из-за жёлтого цвета земли (азерб. sarı — жёлтый, азерб. torpaq — земля). Считается, что в этом квартале проживали интеллигенция, литераторы.

## История
Считается, что в Средние века в городе было около 100 кварталов.
В 70-х годах XVIII века в Шемахе примерно в 1000 домах проживало 5-6 тысяч человек. Согласно сведениям С. Гмелина, побывавшего в городе в августе 1771 года, квартал Сарыторпаг упоминается как один из девяти кварталов города Старой Шемахи.
В конце XIX века среди 15 кварталов города упоминается и Сары торпаг.
Сообщается также и о том, что в городе было более 35 кварталов города Шемахы, среди которых упоминается и Сарыторпаг. В каждом из кварталов были место поклонения, караван-сарай и баня.

## Известные жители
Среди известных жителей этого квартала можно выделить азербайджанского поэта, педагога, просветителя С.А.Ширвани, азербайджанского поэта и сатирика М.А.Сабира. В квартале Сарыторпаг жил азербайджанский архитектор, ставший впоследствии Главным архитектором города Шемахи, а затем Главным архитектором города Баку — Зивер бек Ахмедбеков.
Уроженцами квартала были один из основателей прогрессивного романтизма в азербайджанской поэзии Мухаммед Хади, азербайджанский поэт, драматург и переводчик, представитель романтизма в азербайджанской литературе Аббас Сиххат. В квартале также родился азербайджанский архитектор, составитель генерального плана города Шемаха, сыгравший важную роль в формировании центра города Баку — Касым-бек Гаджибабабеков. Уроженцами квартала был также азербайджанский ханенде и поэт Мирза Мухаммедхасан Фелекзаде. Сообщается также, что и Сеид Азим Ширвани родился в этом квартале.
Родом из этого квартала были первый президент Азербайджана Аяз Муталлибов; азербайджанский, российский и советский писатель, кинодраматург и кинорежиссёр Рустам Ибрагимбеков; народный артист Азербайджана Ильхам Намиг Кямал.
Считается, что азербайджанский поэт и мыслитель Сеид Имадеддин Насими также был родом из этого квартала. Род азербайджанской писательницы, Народного писателя Азербайджана Азизы Джафарзаде также связан с кварталом Сарыторпаг.

## В искусстве
С этим кварталом города Шемахы связывают один из видов шикесте — «Сарыторпаг шикесте», автором которого считается азербайджанский ханенде и поэт Мирза Мухаммедхасан, который был уроженцем этого квартала.